# Wellington Olympic AFC
Der Wellington Olympic Association Football Club ist ein neuseeländischer Fußballklub aus Berhampore, einer Vorstadt von Wellington.

## Geschichte
Der Klub entstand im Jahr 1953 durch griechische Einwanderer unter dem Namen Apollon AFC. Im Jahr 1959 folgte eine Umbenennung in Christan Youth FC und seit 1983 trägt man den bis heute genutzten Namen Wellington Olympic AFC.
In den ersten Jahren fand sich der Klub lange nur in den untersten Spielklassen der Region wieder. Nachdem man Mitte des Jahrzehntes sogar einmal in die Division 3 abgestiegen war, gelang in der Saison 1978 erstmals es bis in die Division 1 zu schaffen, auch wenn man danach direkt wieder abstieg. Dies gelang in den nächsten Jahren immer wieder und ab der Spielzeit 1987 fand man sich dann auch langfristig in der Division 1 wieder, so gelang es als Meister am Ende der Spielzeit 1991 dann schließlich auch in die Premier League aufzusteigen. Von dort ging es zur Saison 1993 gleich in die Superclub League, wo man es als dritter der Central League-Staffel auch gleich in die National League schaffte. Dort verpasste man aber die abschließende Endrunde. In der folgenden Spielzeit verbesserte man sich dann auf einen zweiten Platz in der regionalen Runde, verpasste in der National League diesmal jedoch noch knapper ein weiteres Mal die Endrunde. In der letzten Saison der Superclub League, verpasste man dann erstmals sogar die National League. Nach dem Ende der Liga in dieser Form, kehrte der Klub somit wieder in die Premier League zurück. Durch mehrere Umstände nahm man dann in der Saison 1999 an der North Island Soccer League teil, wo man auf einem hinteren Platz aber direkt wieder abstieg.
Ab 2005 spielte man nun in der Central League, diese fungiert seit der Saison 2021, nach dem Wegfall der Championship, als regionale Vorgruppe zur National League. Gleich in dieser Saison gelang dem Klub hier mit 47 Punkten auch die Meisterschaft in der Central League und damit die Qualifizierung für die National League. Aufgrund von Reisebeschränkungen bedingt durch die COVID-19-Pandemie, konnte diese aber nicht ausgetragen werden und es wurde kleinere Endrunde unter dem Namen South Central Series ausgetragen. Mit 10 Punkten landete der Klub hier auf dem zweiten Platz und ging somit ins Finalspiel gegen die Miramar Rangers. Mit 2:7 verlor man hier dann jedoch am Ende gegen die Rangers. Auch in der Saison 2022 gelang es wieder in der Central League die Meisterschaft zu erlangen und auch in der Championship, die nun erstmals ausgetragen werden konnte, wurde man wieder Zweiter. Erneut nahm man so am Grand Final teil, unterlag aber ein weiteres Mal, diesmal jedoch dem Auckland City FC. Dies reichte aber auch aus um sich für die nationalen Playoffs der OFC Champions League 2023 zu qualifizieren. So musste man in einem Hin- und Rückspiel erneut gegen Auckland City ran und verlor hier erneut am Ende mit zusammengefasst 4:6.